# Heřman (opat)
Opat Heřman, OCist. (německy Hermann) byl český římskokatolický duchovní, druhý opat cisterciáckého kláštera Oseku v letech 1205 – 1209.

## Život

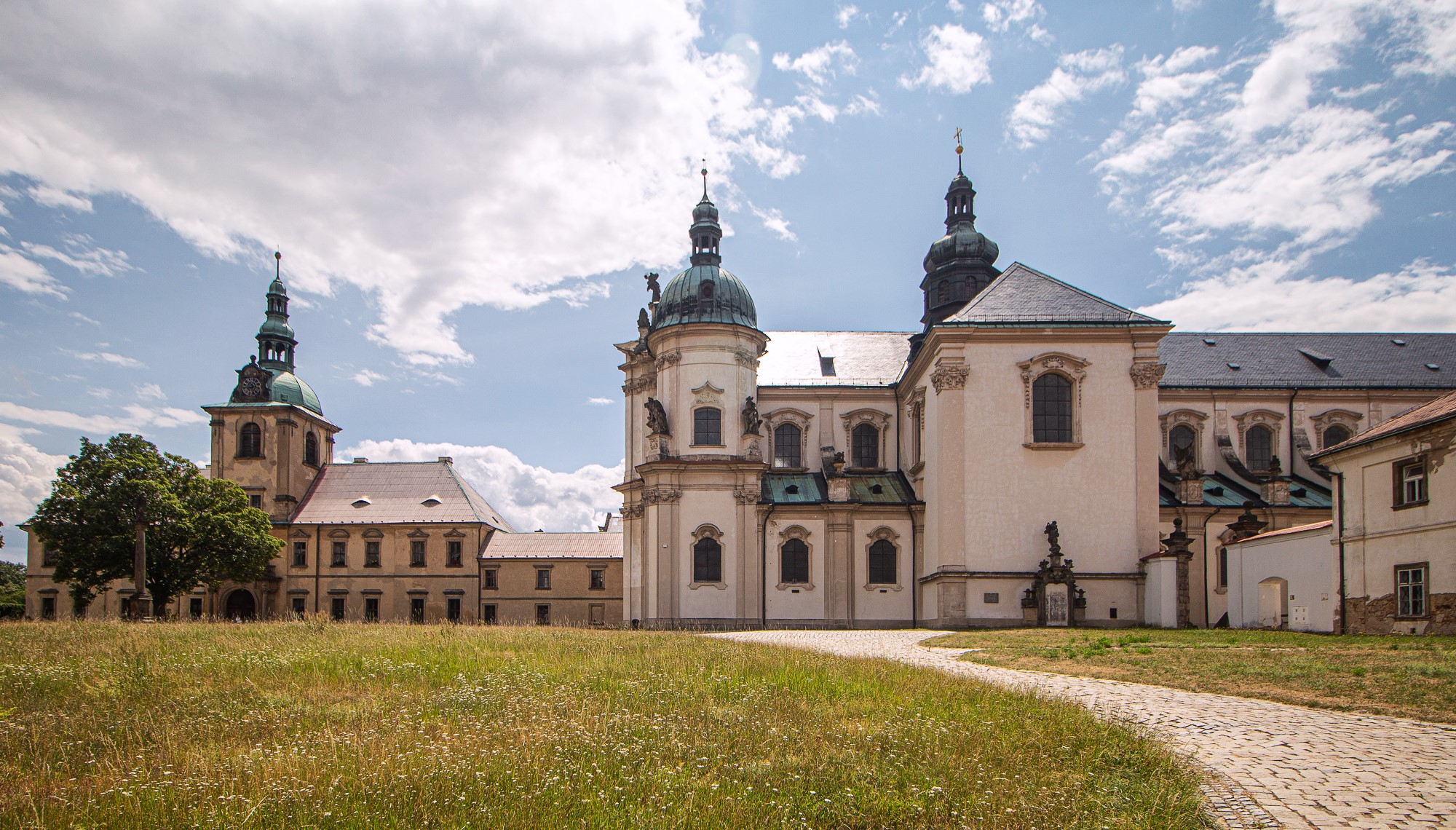
Cisterciácký klášter v Oseku

Opat Heřman, který byl zvolen bezprostředně po prvním oseckém opatovi Ruthardovi a s jistotou je doložen až v letech 1207-1209.
Pravděpodobně za jeho úřadování obdržel Osecký klášter významné konfirmační listiny od představitelů státu i církve, včetně tří listin papeže Inocence III. v průběhu roku 1207. S vypravením posla do Říma se spojovaly velké náklady, včetně vydání, která byla spojena s žádostí u papežské kurie. Protože kláštery v počátcích své existence neoplývaly finanční hotovostí, zřejmě z těchto důvodů se Heřman zadlužil u tuskulského biskupa – kardinála Mikuláše de Romanis, aby mohl zaplatit všechny náklady. Osecký klášter tak získal papežské schválení.
Podle listinného falza, hlásícího se k roku 1208, byly základy původního románského klášterního kostela položeny již v letech 1206 nebo 1207, tedy v době oseckého opata Heřmana. Podle jiného falza, hlásícího se k roku 1209, světil pražský biskup Daniel II. v Oseku hřbitov a oltář svatých Petra a Pavla. Opat Heřman mohl být tím, kdo biskupa Daniela II. pozval.